# Эмита

Эмита (Рухутляр, в верховье Очло) — река в России, протекает в Республике Дагестан. Устье реки находится в 32 км по правому берегу реки Андийское Койсу. Длина реки составляет 22 км.

## Данные водного реестра
По данным государственного водного реестра России относится к Западно-Каспийскому бассейновому округу, водохозяйственный участок реки — Сулак от истока до Чиркейского гидроузла, речной подбассейн реки — Подбассейн отсутствует. Речной бассейн реки — Терек.
По данным геоинформационной системы водохозяйственного районирования территории РФ, подготовленной Федеральным агентством водных ресурсов:
- Код водного объекта в государственном водном реестре — 07030000112109300000643
- Код по гидрологической изученности (ГИ) — 109300064
- Код бассейна — 07.03.00.001
- Номер тома по ГИ — 09
- Выпуск по ГИ — 3